# Cil

Cilii sunt prelungiri protoplasmatice mobile (formațiuni citoplasmatice care ies în afara celulei) în formă de fire subțiri. Se întâlnesc la bacterii (doar la cele mobile cum sunt bacilii, vibrionii și spirilii), la infuzori, la alge sau/și la celule animale, care servesc de obicei la locomoție (efectuează mișcări de tip tactism) și la transportul unor secreții în organism.
În celulele eucariote, cilii sunt mai scurți și mai numeroși în comparație cu flagelii care sunt mai lungi.
Cilii sunt delimitați de o membrană simplă de natură lipido-proteică.
Cilii eucariotelor au membrană și perechi de microtubuli aranjate astfel: doi microtubului se află în centru, iar periferic se află nouă grupe a câte doi microtubului fiecare. Fiecare cil se ancorează în celulă printr-un corpuscul bazal cu aceeași structură ca a centriolilor din care derivă.
Mișcarea cililor și flagelilor este controlată de un granul sau corpuscul bazal.